# مجموعة عبد الواحد الرستماني

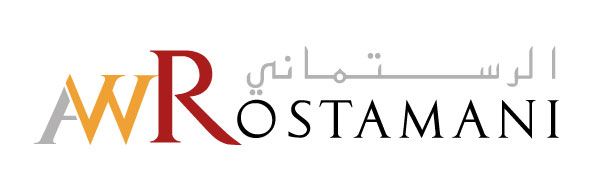
Awr

مجموعة الرستماني، المعروفة أيضاً باسم "AWR" هي شركة خاصة تم تأسيسها في عام 1954 في دبي، الإمارات العربية المتحدة، من قِبل الأخوين الرستماني(عبد الله وعبد الواحد الرستماني). يقع مقر الشركة الرئيسي في دبي وتضمن الشركة أكثر من 3,800 عامل. تدير المجموعة 12 شركة في سبعة قطاعات متنوعة: السيارات، نمط الحياة، العقارات، تقنية المعلومات، الاستشارات والتدريب، الخدمات اللوجستية، التجهيزات الداخلية والإضاءة.

## التاريخ
بدأ الرستماني عام 1951 عندما اتخذ عبد الواحد وشقيقه عبد الله حسن الرستماني، وهما ابنا تاجر لؤلؤ محلي، قرار تأسيس شركة عائلية على شاطئ خور دبي. مستوحاة من شغفهم بالقراءة، افتتح الأخوان الرستماني مكتبة دبي الأولى، مكتبة الاهلية، في عام 1954، مستوردين في الكثير من الكتب من مصر وسوريا ولبنان من قبل طيران الخليج عبر البحرين. حالياً، مجموعة AW Rostamani Group هي مجموعة من 14 شركة متنوعة.

## الأحداث الهامة
1954 افتتح عبد الواحد الرستماني وشقيقه عبد الله مكتبة الأهلية، أول مكتبة في دبي
1957 تأسست شركة الرستماني للتجارة العامة. (الشركة التجارية المركزية)
1968 تأسست شركة العربية للسيارت، وهي شركة لبيع السيارات.
1979 تم إطلاق شركة عبد الواحد الرستماني لخدمات الهندسة والتصميم الداخلي.
1981 تأسيس شركة الرستماني للعقارات.
1982 توقيع «العربية للسيارات» عقد شراكة مع شركتي نيسان و انفينتي.
2004 توقيع عقد شراكة مع شركة أوراكل.
2005 توقيع عقد شراكة مع مجموعة رينو للسيارات.
2006 تأسيس شركة (شفت تكنولجيز) خدمات تكنولوجيا المعلومات.
2007 إطلاق العلامة التجارية (مجموعة عبد الواحد الرستماني).
2008 تأسيس شركة (عبد الواحد الرستماني لتأجير السيارات).
2009 أسست مجموعة الرستماني موزع لمنتجات وخدمات السيارات.
2010 تم افتتاح معرض السيارات وقطع الغيار الأصلية من جنجو نيسان في المملكة العربية السعودية، من قِبل الموزع الرسمي من شركة الرستماني.
2011 افتتحت مجموعة الرستماني لتجارة السيارات، الموزع الوحيد لسيارات جنجو نيسان في سلطنة عمان. كما توسعت خدمات مجموعة الرستماني بالشراكة مع شركة KAR Freight & Forwarding لتوفير الحلول اللوجستية العالمية مخصصة ومتكاملة للشحن.
2015 عقدت مجموعة الرستماني لومينا شراكة مع شركة جنرال إلكتريك لأنظمة الإنارة.

2016 توسعت مجموعة الرستماني بإنشاء متاجر الرستماني لايف ستايل والبيع بالتجزئة للمتاجر جورج جنسن، جرافيتي فاشن زون وأبارتمنت 51.

2017 تصدر مجموعة الرستماني متاجر للسيارات مستعملة من مختلف العلامات التجارية.
2019 هيلتون العالمية ومجموعة عبد الواحد الرستماني تعقدان اتفاقية لتشييد فندقٍ مميز في منطقة بر دبي التاريخية.

## أهم الشخصيات
- خالد عبد الواحد الرستماني هو رئيس مجلس إدارة مجموعة عبد الواحد الرستماني. بدأ مسيرته المهنية مع المجموعة العائلية منذ عام 1993. منذ ذلك الوقت، ساهم في إدارة وتنمية مجموعة متنوعة من الشركات التابعة لرعاية الشركة. كما أنه كان يدير جميع وظائف الهيكل الحكومي للشركة وليس فقط الإدارة[10]
- هدى الرستماني هي العضو المنتدب وعضو مجلس إدارة مجموعة عبد الواحد الرستماني، منذ عام 2007. وهي مديرة الأداء لشركات الرستماني لايف ستايل التابعة لمجموعة الرستماني.[11]
- أمينة الرستماني هي مديرة وعضو مجلس إدارة مجموعة عبد الواحد الرستماني، والمديرة التنفيذية لشركة مجموعة عبد الواحد الرستماني العقارية. المديرة التنفيذية السابقة لمؤسسة تيكوم للاستثمار، وهي حاليًا رئيسة مجلس إدارة هيئة مدينة دبي الطبية ومجلس دبي للتصميم والأزياء.[12]
- منذ عام 1990، يترأس ميشيل عياط  قطاع السيارات التابعة لشركة مجموعة عبد الواحد الرستماني التي تتألف من الشركة العربية للسيارات وشركة عبد الواحد الرستماني التجارية.[13]

## مجموعة الشركات

### شركة الرستماني التجارية
شركة الرستماني التجارية، حاصلة على شهادة الأيزو 9001 : 2008، كما تمت الشراكة مع أكثر من علامة تجارية وأبرزها زيوت التشحيم من توتال حيث تم توقيع عقد الشراكة في 2009. وهناك علامات تجارية أخرى أهمها إطارات سافا، حيث حصلت شركة عبد الواحد الرستماني التجارية على جائزة كأفضل موزع لإطارات سافا للشاحنات في الشرق الأوسط.
وهناك أيضاً العديد من ألمع العلامات التجارية في خدمات وكماليات السيارات المتنوعة التي تمت الشراكة بينهم، على سبيل المثال مجموعة إطارات Ceat، بطاريات Amaron، ومنتجات فورترون المعالجة للسيارات وأفلام التحكم الحراري للسيارات من XCool في دولة الإمارات العربية المتحدة.
تعد شركة الرستماني التجارية أحد الشركات الرائدة في التنويع الإستراتيجي، حيث شملت مختلف الخدمات والمنتجات المرتبطة بقطاع السيارات.

### الشركة العربية للسيارات
تأسست الشركة العربية للسيارات في عام 1968، وهي الموزع الوحيد لسيارات نيسان، إنفينيتي ورينو في دبي، والإمارات الشمالية. تدير الشركة شبكة كبيرة من صالات العرض ومراكز الخدمة ومنافذ لبيع قطع الغيار والسيارات المستعملة المعتمدة في دبي. هذه الشبكة تضم 16 مراكز خدمة، 14 منفذاً لقطع الغيار، 13 صالة عرض لسيارات نيسان، 6 مراكز إنفينيتي، 6 صالات عرض لسيارات رينو، 6 معارض السيارات المستعملة و مركز خدمة متوفر 24 ساعة.

### اى.دبليو.رستماني لومينا
تأسست شركة الرستماني لومينا «شركة عبد الواحد الرستماني للإنارة» في عام 1999، مزود حلول للإضاءة في دولة الإمارات. توفر حلول الإضاءة للتطويرات الضخمة وتجارة التجزئة والتجارية في 22 دولة في جميع أنحاء إفريقيا والشرق الأوسط وآسيا. كما أنها قامت بالشراكة مع علامات تجارية مختصة بخدمات أنظمة الإضاءة وتضم جنرال إلكتريك لأنظمة الإنارة، فيليبس، كليدو وغيرهم العديد. بالإضافة لذلك، قامت مجموعة الرستماني لومينا بالتعاون مع مجموعة أديب للخدمات الكهربائية والإلكترونية لإعادة تأهيل حلول إضاءة صديقة للبيئة، حيث أجري الاتفاق تزامناً مع يوم الأرض.

### أوتوترست
أوتوترست هي شركة خدمات سيارات متعددة العلامات التجارية في دولة الإمارات العربية المتحدة تقدم خدمات إصلاح ومبيعات السيارات المستعملة المعتمدة. تدير الشركة ثلاث ورش عمل في أبو ظبي ودبي والشارقة. يوفر أوتوترست خيارات متكاملة للحماية والمبيعات للمركبات التجارية.

### شركة الرستماني العقارية
تأسست شركة الرستماني العقارية منذ عام 1982. تنقسم المجموعة العقارية إلى قسم التطوير العقاري والتأجير وإدارة المرافق لكل من الوحدات التجارية والسكنية إلى جانب متاجر التجزئة. الفرع العقاري للشركة يتعامل مع أكثر من 2.5 مليون قدم مربع من المساحات السكنية والتجارية في دولة الإمارات العربية المتحدة. تم بناء المبنى الرئيسي لمجموعة الرستماني في برج القرن 21 
```
ومقره شارع الشيخ زايد في منطقة ديرة في دبي عام 2003، حيث كان أطول برج سكني في العالم في ذلك الوقت.
```

تضم الإضافة الجديدة لآخر مشاريع الرستماني لعام 2020 في دبي المنخول، لبناء فندق فاخر، يتكون من 327 غرفة فندقية، وعشرة طوابق من المكاتب التجارية و 182 وحدة سكنية. تشمل العقارات المنشأة في القسم التجاري معارض بيع السيارات لسيارات نيسان وإنفنتي ورينو.
تدير شركة الرستماني العقارية جميع مشاريعها الداخلية، من نقطة المنشأ إلى نقطة التسليم. لتلبية الاحتياجات اللوجستية للإدارات المتنوعة في المجموعة، كما أن هناك العديد من المستودعات والمكاتب ومراكز الأعمال والمخيمات العمالية وصالات العرض التابعة لها.

### عبد الواحد الرستماني لايف ستايل
بدأ عبد الواحد الرستماني لايف ستايل في عام 2012. تهتم في قطاعات الأزياء والمجوهرات والأدوات المنزلية على المستوى الإقليمي، مع مجموعة تضم علامات تجارية عالمية وإقليمية مثل جورج جنسن و جرافيتي و انجلس و أبارتمنت 51 وأميريكان راج.

تم افتتاح متجر جرافيتي لأزياء الأطفال في عام 2015 في دبي مول.
انجلس هي سلسلة متاجر مصممة لأزياء الأطفال من ملابس واكسسوارات للبنين والبنات، متوفر منها 4 محلات في دبي.
جورج جنسن هي شركة تصميم دنماركية تركز على الفضيات. تم تأسيسها من قبل صائغ فضة ومصمم المجوهرات جورج جنسن في عام 1904. تم افتتاح أول متجر جورج جنسن في الإمارات في أبريل 2016 في سيتي ووك، دبي.
تم افتتاح متجر التجزئة أميريكان راج سي في أمريكا مول في شهر سبتمبر من عام 2018. تم افتتاح مشروع دبي للعلامة التجارية في شراكة مع عبد الواحد الرستماني لايف ستايل لمتجر التجزئة أميريكان راج سي، المرخص الحصري لمنطقة الشرق الأوسط وشمال إفريقيا. أنشئ المتجر عام 1984 في لوس أنجلوس. تشمل العلامات التجارية المتاحة كارفن، ستين غويا، بيج، ليفيز وبوما للنساء، بارينا ميلانو، كابا، نيدلز و بولر للرجال.
متجر أبارتمنت 51 له ما يصل إلى 36 ماركة متوفرة في دبي عبر الإنترنت وهي في الأساس علامات تجارية أوروبية.